# پونتیاک تورنت
پونتیاک تورنت (Pontiac Torrent) خودرویی است که در سال‌های ۲۰۰۵–۲۰۰۹تولید شده‌است. طراحی آن موتور جلو، خودرو محور جلو، خودرو چهار چرخ محرک بوده‌است.